# Alexei Sayle's Stuff
Alexei Sayle's Stuff é uma série de televisão britânica que foi exibido na BBC2 com um total de 18 episódios ao longo de 3 temporadas de 1988 a 1991. A série ganhou um prêmio Emmy.

## Elenco
- Alexei Sayle...Ele mesmo[2]
- Jan Ravens...vários personagens
- Angus Deayton...vários personagens
- Tony Millan...vários personagens
- Owen Brenman...vários personagens

## Legado
Alexei Sayle's Stuff foi um sucesso crítica e um prelúdio para a série de 1994, The All New Alexei Sayle Show, que foi notavelmente similar em conteúdo e também foi seguida por Alexei Sayle's Merry-Go-Round em 1998.